# Haralahalli, Haveri
Haralahalli là một làng thuộc tehsil Haveri, huyện Haveri, bang Karnataka, Ấn Độ.